# Uglya
Uglya (ukránul: Уґля) település Ukrajnában, Kárpátalján, a Técsői járásban.

## Fekvése
Técsőtől északra, a Talabor folyó mellett, Széleslonka és Talaborfalu közt fekvő település. Itt folyik bele a Nagy-Ugolykába a Kis-Ugolyka.

## Története
A falu egykor királyi birtok volt.  Első ismert birtokosai Aprusa fiai: Erdő és Gerhes, akik egyuttal a Talabor völgyének is urai voltak. Aprusa fiainak a falut még 1389-ben Zsigmond király adományozta, s Aprusa fiai a falut választották lakóhelyükül.
A 16. században az Uglyai család tagjai már több különböző néven éltek a faluban. 1410-ben Uglya felét egy időre Irholci Tatul szerezte meg a birtokot, de 10 évvel később már újra a román, de aztán eloroszosodott Uglyai nemesség szerezte meg a falut. A Dózsa féle felkelésben később az Uglyaiak is részt vettek, amelyért jószágvesztésre ítélték őket.
1910-ben 3207 lakosa volt, melyből 25 magyar, 709 német, 247 ruszin volt, 2226 román volt. Ebből 2492 görögögkatolikus, 707 izraelita volt. A trianoni békeszerződés előtt Máramaros vármegye Técsői járásához tartozott.

## Nevezetességek
- Női pravoszláv kolostor